# Zwischenarchiv
Ein Zwischenarchiv (auch Verwaltungsarchiv) ist ein Teil eines Archivs zur vorübergehenden Aufnahme von nur noch selten benutztem Schriftgut aus größeren Verwaltungen bis zum Ablauf der Aufbewahrungsfrist.

## Organisatorische Einbindung in die Verwaltung
Ein Zwischenarchiv dient der (i. d. R. öffentlichen) Verwaltung einer oder mehrerer Organisationen als zentrale Altregistratur, ist allerdings selbstständig oder wird vom zuständigen Archiv verwaltet.

## Arbeitsweise
Zwischenarchive erfassen und übernehmen das Registraturgut einer Behörde, das nicht mehr für die laufende Verwaltung benötigt wird. Dieses wird in Zwischenarchiven bis zum Ablauf der gesetzlichen Aufbewahrungsfristen geordnet aufbewahrt. Im Anschluss erfolgt die Bewertung des Schriftguts durch das zuständige Archiv.

## Nutzen
Die Verwaltung des Altschriftguts außerhalb der Behörde in einem Zwischenarchiv erspart den abgebenden Dienststellen die Einrichtung und den Betrieb einer Altregistratur, der u. U. mit großem personellen und räumlichen Aufwand verbunden ist. Durch die Einrichtung eines Zwischenarchivs erhält das historische Archiv den Vorteil, die Bewertung (Archivwürdigkeit) und die Erschließung des übernommenen Schriftguts gründlicher vorbereiten zu können. In vielen Fällen bewahrt das Zwischenarchiv das Schriftgut vor einer unsachgemäßen Lagerung – etwa in Kellern oder auf Dachböden – innerhalb der aktenführenden Behörde oder gar vor 'wilden Kassationen', d. h. unrechtmäßiger Vernichtung.
Die Führung eines Zwischenarchivs bedingt einen regelmäßigen Kontakt zwischen dem historischen Archiv und dem Aktenbildner und fördert somit die regelmäßige und vollständige Abgabe aller nach dem Archivgesetz abzugebenden Akten. Die mit dem Zwischenarchiv verbundene Aktenausleihe ist eine Möglichkeit des historischen Archivs, sich innerhalb der Verwaltung als Dienstleister zu profilieren. Außerdem fördert der regelmäßige Behördenkontakt den positiven Einfluss des Archivs auf das Records Management des Aktenbildners.

## Zwischenarchive in der Deutschen Demokratischen Republik
In der DDR gab es die Unterscheidung von Archiven, die Archivgut bis zum Ende der Aufbewahrungsfrist zu lagern hatten (Verwaltungsarchiv) und den endgültigen Archiven (Endarchiv). Räumlich lagen die Verwaltungsarchive im Gegensatz zu Zwischenarchiven allerdings bei den abgebenden Behörden.

## Größere Zwischenarchive in der Bundesrepublik Deutschland
Bekannte Zwischenarchive sind auf kommunaler Ebene das Zwischenarchiv des Stadtarchivs Mannheim und auf staatlicher Ebene die Außenstellen des deutschen Bundesarchivs in Sankt Augustin und Hoppegarten.